# ITF Women's World Tennis Tour
L'ITF Women's World Tennis Tour, noto fino al 2018 come ITF Women's Circuit, è una serie di tornei gestita dall'organo internazionale del tennis, l'ITF. Lo scopo di questi tornei è quello di permettere, in particolare alle giovani tenniste, di migliorare la loro classifica WTA per giocare in tornei più importanti. Nel 2021 venivano disputati circa 500 di questi tornei in un totale di 65 paesi, suddivisi in 5 categorie a seconda del montepremi e dei punti WTA assegnati. Negli anni successivi il numero di tornei aumentò.
Sono le più basse categorie dei tornei individuali del tennis femminile professionistico e sono precedute, in ordine crescente di importanza, dai tornei WTA 125, WTA 250, WTA 500, WTA 1000 e dalle WTA Finals, tutti organizzati dalla Women's Tennis Association (WTA), nonché dai tornei del Grande Slam, che sono i più importanti e sono a loro volta organizzati dalla ITF. Altri importanti tornei della ITF sono la Billie Jean King Cup, nota in precedenza come Fed Cup, e la Hopman Cup, competizioni a squadre riservate rispettivamente alle donne e a squadre miste di uomini e donne, e i tornei di tennis ai Giochi olimpici e ai Giochi paralimpici, nei quali sia uomini che donne gareggiano in rappresentanza della propria nazione.

## Storia
Sollecitata dalla Women's Tennis Association (WTA), nel 1984 la ITF si fece carico di sviluppare un circuito di tornei aventi un montepremi limitato a livello mondiale per le tenniste, in particolare le giovani, desiderose di guadagnare punti che permettessero loro di scalare le classifiche mondiali ed entrare nei tornei della WTA. In precedenza erano stati organizzati tornei analoghi dalla European Tennis Association (ETA) e dalla US Tennis Association (USTA), organismi locali di Europa e Stati Uniti. Nel 1983, la ETA aveva organizzato 26 tornei di questo tipo, la USTA 14, e gli unici altri 3 erano stati organizzati in Australia. Questi tornei avevano però regolamenti che differivano tra loro e che erano difficili da capire per i non addetti ai lavori. Il primo impegno fu quindi quello di creare un regolamento unico che andasse bene per tutti questi tornei e non fu facile: nel 1985 vi furono continue discussioni su come procedere. La prima versione del regolamento entrò in vigore agli inizi del 1986 per tornei con montepremi compresi tra i 5 000 e i 10 000 $ e fu diramato in tutti i paesi membri della ITF.
Il primo contributo per creare i montepremi fu di 110 000 sterline offerto dal Torneo di Wimbledon, che nel 1986 portò all'istituzione del Grand Slam Trust Fund, organismo destinato a sviluppare il progetto, con il contributo degli US Open e dell'Open di Francia. Gli Australian Open si unirono in seguito, quando il torneo consolidò le proprie finanze dopo l'inaugurazione nel 1988 degli impianti di Melbourne Park. Nel 1986 furono creati 12 eventi in Sudamerica, su iniziativa del Grand Slam Trust Fund, che avevano un totale di montepremi di 60 000 $ e avrebbero portato alla maturazione delle talentuose giovani tenniste locali, nonché all'Istituzione di un circuito juniores da parte della Confederacion Sudamericana de Tenis (COSAT). In Asia fu creato un circuito di 15 tornei con montepremi totale di 115 000 $, mentre in Europa e negli USA nacquero nuovi tornei. Si venne a consolidare la possibilità per le giovani tenniste di tutto il mondo di scalare la classifica mondiale in ambito locale, prima di accedere ai tornei più importanti lontani da casa. Alla fine del 1986 il circuito comprendeva 108 tornei su scala mondiale con un montepremi totale di 1 075 000 $ e un montepremi massimo per ogni torneo di 25 000 $. Nel 2017 il montepremi minimo per un torneo ITF femminile è stato portato a 15 000 $.
Con la riforma del 2019, il circuito ha preso il nome ITF Women's World Tennis Tour ed è strutturato per permettere alle tenniste del circuito juniores di competere con le giocatrici di livello superiore e progredire nel ranking mondiale. Nei tabelloni principali dei tornei con montepremi minimo di 15 000 dollari, denominati W15, sono stati riservati dei posti per tenniste juniores che rientrano tra le 100 migliori classificate nelle graduatorie di categoria.
Per la stagione 2023 vennero introdotti i tornei W40.
Nel 2024 viene introdotto il principio di corrispondenza fra la categoria del torneo e i punti massimi assegnati al vincitore, cambiando quindi dalla precedente corrispondenza con il montepremi. Inoltre viene eliminata la categoria W80 e le categorie W25, W40, e W60 sono rinominate W35, W50, W75.

## Distribuzione dei punti
Ogni torneo ITF garantisce un certo numero di punti validi per la classifica mondiale WTA. Il numero di punti varia a seconda del montepremi del torneo, del numero di partecipanti e dell'eventuale ospitalità (vitto e alloggio) offerta dall'organizzazione. La seguente tabella è la versione del dicembre 2023:
| Categoria | Montepremi Ospitalità | Specialità Tabellone    | V   | F  | SF | QF | R16 | R32 | R64 | Q | FQ | Q2 | Q1 |
| W100      | $ 100 000             | singolare (48S, 32Q)    | 100 | 65 | 39 | 21 | 12  | 7   | 1   | 5 | 3  | —  | —  |
| W100      | $ 100 000             | singolare (32S, 32/24Q) | 100 | 65 | 39 | 21 | 12  | 1   | —   | 5 | 3  | —  | —  |
| W100      | $ 100 000             | doppio (16D)            | 100 | 65 | 39 | 21 | 1   | —   | —   | — | —  | —  | —  |
| W75+H W75 | $ 60 000 + H $ 60 000 | singolare (48S, 32Q)    | 75  | 49 | 29 | 16 | 9   | 5   | 1   | 3 | 2  | —  | —  |
| W75+H W75 | $ 60 000 + H $ 60 000 | singolare (32S, 32/24Q  | 75  | 49 | 29 | 16 | 9   | 1   | —   | 3 | 1  | —  | —  |
| W75+H W75 | $ 60 000 + H $ 60 000 | doppio (16D)            | 49  | 29 | 16 | 1  | —   | —   | —   | — | —  | —  | —  |
| W50+H W50 | $ 40 000 + H $ 40 000 | singolare (48S, 32Q)    | 50  | 33 | 20 | 11 | 6   | 3   | 1   | 2 | 1  | —  | —  |
| W50+H W50 | $ 40 000 + H $ 40 000 | singolare (32S, 32/24Q) | 50  | 33 | 20 | 11 | 6   | 1   | —   | 2 | 1  | —  | —  |
| W50+H W50 | $ 40 000 + H $ 40 000 | doppio (16D)            | 50  | 33 | 20 | 11 | 1   | —   | —   | — | —  | —  | —  |
| W35+H W35 | $ 25 000 + H $ 25 000 | singolare (48S, 32Q)    | 35  | 23 | 14 | 8  | 4   | 2   | 1   | 1 | —  | —  | —  |
| W35+H W35 | $ 25 000 + H $ 25 000 | singolare (32S, 64/24Q) | 35  | 23 | 14 | 8  | 4   | —   | —   | 1 | —  | —  | —  |
| W35+H W35 | $ 25 000 + H $ 25 000 | doppio (16D)            | 35  | 23 | 14 | 8  | —   | —   | —   | — | —  | —  | —  |
| W15+H W15 | $ 15 000 + H $ 15 000 | singolare (48S, 32Q)    | 15  | 10 | 6  | 3  | 1   | —   | —   | — | —  | —  | —  |
| W15+H W15 | $ 15 000 + H $ 15 000 | singolare (32S, 32/24Q) | 15  | 10 | 6  | 3  | 1   | —   | —   | — | —  | —  | —  |
| W15+H W15 | $ 15 000 + H $ 15 000 | doppio (16D)            | 15  | 10 | 6  | 3  | —   | —   | —   | — | —  | —  | —  |

### 2024
Nel 2024 le suddette regole vengono modificate. Viene introdotto il principio di corrispondenza fra la categoria del torneo e i punti massimi assegnati al vincitore, cambiando quindi dalla precedente corrispondenza con il montepremi. Inoltre viene eliminata la categoria W80 e le categorie W25, W40, e W60 sono rinominate W35, W50, W75. Le nuove categorie risultano quindi essere:
- W100: con un montepremi di 100 000 $ / 91 000 €
- W75: con un montepremi di 60 000 $ / 54 500 €
- W50: con un montepremi di 40 000 $ / 36 000 €
- W35: con un montepremi di 25 000 $ / 23 500 €
- W15: con un montepremi di 15 000 $ / 12 500 €

Le tenniste che si trovano 21 giorni prima dell'inizio del torneo nella top50 non possono partecipare sotto nessuna circostanza ai tornei ITF in nessuna categoria o disciplina. Le giocatrici top150 sono escluse secondo gli stessi termini dai tornei di categoria W15 e W35. L'"ospitalità" adesso include anche la colazione, oltre che la stanza per dormire, nei tornei W35 e W50 (ciò vale anche per i Lucky losers).

### 2023
Per la stagione 2023 furono inoltre introdotti i tornei W40 e le categorie divennero le seguenti 6:
- W100: con un montepremi di 100 000 $ / 91 000 €
- W80: con un montepremi di 80 000 $ / 72 500 €
- W60: con un montepremi di 60 000 $ / 54 500 €
- W40: con un montepremi di 40 000 $ / 36 000 €
- W25: con un montepremi di 25 000 $ / 22 500 €
- W15: con un montepremi di 15 000 $ / 13 500 €